# Halsey (Nebraska)
Halsey es una villa ubicada en el condado de Thomas en el estado estadounidense de Nebraska. En el Censo de 2010 tenía una población de 76 habitantes y una densidad poblacional de 151,26 personas por km².

## Geografía
Halsey se encuentra ubicada en las coordenadas 41°54′12″N 100°16′11″O / 41.90333, -100.26972. Según la Oficina del Censo de los Estados Unidos, Halsey tiene una superficie total de 0.5 km², de la cual 0.5 km² corresponden a tierra firme y (0%) 0 km² es agua.

## Demografía
Según el censo de 2010, había 76 personas residiendo en Halsey. La densidad de población era de 151,26 hab./km². De los 76 habitantes, Halsey estaba compuesto por el 93.42% blancos, el 0% eran afroamericanos, el 0% eran amerindios, el 1.32% eran asiáticos, el 0% eran isleños del Pacífico, el 0% eran de otras razas y el 5.26% pertenecían a dos o más razas. Del total de la población el 0% eran hispanos o latinos de cualquier raza.